# Grand Prix Abu Zabi 2021
Grand Prix Abu Zabi 2021, oficjalnie Formula 1 Etihad Airways Abu Dhabi Grand Prix 2021 – dwudziesta druga i ostatnia runda Mistrzostw Świata Formuły 1 w sezonie 2021. Grand Prix odbyło się w dniach 10–12 grudnia 2021 na torze Yas Marina Circuit na wyspie Yas, Abu Zabi. Wyścig wygrał po starcie z pole position Max Verstappen (Red Bull), a na podium kolejno stanęli Lewis Hamilton (Mercedes) oraz Carlos Sainz Jr. (Ferrari)

## Tło

### Przebudowa toru
Tor Yas Marina przeszedł przebudowę, która skróciła tor i szacowany czas okrążenia w celu zwiększenia prędkości maksymalnej i możliwości wyprzedzania. Szykana po zakręcie 4 została usunięta, a na zakręcie 5 (który był zakrętem 7 przed przebudową) została poszerzona. Sekwencja czterech zakrętów, która była zakrętami 11–14 stała się jednym zakrętem 9. Promień zakrętów 12–15 (wcześniej 17–20) został zwiększony, aby umożliwić samochodom rozwijanie większych prędkości, a zmiany w zakręcie 15 umożliwiają samochodom jazdę na pełnych obrotach przez zakręt.

### Lista startowa
Lista kierowców zgłoszonych do udziału w wyścigu była początkowo taka sama jak na liście startowej sezonu, bez zgłoszeń kierowców rezerwowych. W pierwszej sesji treningowej wystartował Jack Aitken w miejsce George’a Russella. Nikita Mazepin wycofał się przed wyścigiem po pozytywnym wyniku testu na COVID-19, ale nie został zastąpiony przez kierowcę rezerwowego Pietro Fittipaldiego, ponieważ Fittipaldi nie wziął udziału w kwalifikacjach przed wyścigiem.
Grand Prix Abu Zabi było ostatnim wyścigiem Formuły 1 dla mistrza świata z 2007 roku Kimiego Räikkönena, który ogłosił zamiar przejścia na emeryturę po zakończeniu sezonu 2021, kończąc tym samym karierę w Formule 1 po 19 sezonach. Był to również ostatni wyścig Antonio Giovinazziego, który ogłosił zamiar przejśćia do Formuły E, oraz dla Nikity Mazepina, którego kontrakt z Haasem został rozwiązany po Inwazji Rosji na Ukrainę w 2022 roku i anulowaniu sponsoringu tytularnego Uralkali. Były to również ostatnie wyścigi George’a Russella i Valtteriego Bottasa w Williamsie i Mercedesie, którzy przechodzą odpowiednio do Mercedesa i Alfy Romeo.
Bottas ścigał się w specjalnym kasku na tę okazję, na którym widniały zdjęcia wszystkich chwil spędzonych w Mercedesie, a także nosił specjalny zestaw niebieskich kombinezonów wyścigowych. Wyścig był także ostatnim dla Hondy jako dostawcy silników, ponieważ japońska firma zaprzestała dostarczania silników zespołom Red Bull Racing i AlphaTauri, chociaż mają one zapewnić pomoc dla Red Bull Powertrains, które przejmują dostawy silników od sezonu 2022.

### Klasyfikacje przed wyścigiem i permutacje tytułowe
Dwóch rywali o tytuł mistrza świata, którymi są Max Verstappen z zespołu Red Bull Racing i Lewis Hamilton z zespołu Mercedes, rozpoczną wyścig z 369,5 punktami na koncie, dzięki czemu po raz pierwszy od sezonu 1974 i po raz drugi w historii tego sportu pretendenci do mistrzostwa kierowców będą mieli tyle samo punktów w rundzie kończącej sezon. Mistrzostwo Kierowców zostanie rozstrzygnięte w rundzie kończącej sezon po raz 30. i pierwszy od sezonu 2016. Kierowca, który zdobędzie najwięcej punktów, wygra mistrzostwa. Jeśli kierowcy zdobyliby równą liczbę punktów – co jest możliwe tylko wtedy, gdy żaden z nich nie ukończy wyścigu w punktach lub jeśli jeden ukończy wyścig na dziewiątym miejscu, a drugi na dziesiątym z najszybszym okrążeniem – Verstappen zdobędzie mistrzostwo ze względu na wygranie większej liczby wyścigów w stosunku dziewięć do ośmiu. W Mistrzostwach Konstruktorów Mercedes prowadzi z 587,5 punktami, 28 przed Red Bullem z 559,5 punktami. Jest to pierwszy raz od sezonu 2008, gdy o mistrzostwie konstruktorów decydowała ostatnia runda. Ferrari prowadzi z McLarenem w walce o trzecie miejsce w konstruktorów z przewagą 38,5 punktów, co oznacza, że nawet jeśli Mclaren zdobyłby maksymalną liczbę punktów za miejsca 1–2 i uzyskał punkt za najszybszy czas okrążenia, oba bolidy Ferrari musiałyby zająć pozycje poniżej siódmej.
Zaciekłe walki na torze przez cały sezon doprowadziły do obaw, że jeden z kierowców może spowodować celową kolizję w wyścigu, próbując zdobyć mistrzostwo. Do takich zdarzeń dochodziło w przeszłości: walka o mistrzostwo w 1989 roku pomiędzy kolegami z drużyny McLaren, Ayrtonem Senną i Alainem Prostem, została rozstrzygnięta przez incydent w Grand Prix Japonii; rewanż o mistrzostwo w 1990 roku, w którym Prost jeździł dla Ferrari, zakończył się na korzyść Senny kolejną kolizją w wyścigu na Suzucę; Zderzenie Michaela Schumachera z Damonem Hillem podczas Grand Prix Australii w 1994 roku przekreśliło Brytyjczyka z rywalizacji o tytuł w sezonie 1994; a kolizja spowodowana przez Schumachera z Jakiem Villeneuve’em podczas Grand Prix Europy 1997 została uznana za celową i doprowadziła do dyskwalifikacji niemieckiego kierowcy z sezonu 1997. W odpowiedzi na obawy dyrektor wyścigowy Michael Masi ostrzegł, że Verstappen lub Hamilton mogą podlegać dalszym sankcjom ze strony FIA, jeśli jeden z nich zdecyduje się na celową kolizję kończącą wyścig, aby uzyskać korzystny wynik w klasyfikacji. Sankcje wymienione przez dyrektora wyścigów objęły częściowe odjęcie punktów w klasyfikacji, zakaz udziału w niektórych przyszłych wyścigach lub dyskwalifikację z całego sezonu.

## Treningi
W trakcie weekendu zaplanowano trzy sesje treningowe. Pierwsza i druga sesja odbyła się odpowiednio o godzinie 13:30 i 17:00 czasu lokalnego w piątek 10 grudnia, a trzecia odbyła się o godzinie 14:00 czasu lokalnego w sobotę 11 grudnia. Pierwsza sesja treningowa przebiegła bez odnotowanych incydentów i zakończyła się ustanowieniem najszybszego czasu przez Maxa Verstappena, za którym uplasowali się Valtteri Bottas i Lewis Hamilton. Drugą sesję treningową zwyciężył Lewis Hamilton z przewagą 0,3 sekundy do drugiego Estebana Ocona. Trzecie miejsce zajął Valtteri Bottas. Na czwartym miejscu uplasował się Max Verstappen ze stratą 0,6 sekundy do lidera. W ostatniej minucie czasu sesji swój bolid rozbił Kimi Räikönnen. Trzecią sesję treningową zwyciężył po raz drugi Lewis Hamilton, drugi był ze stratą 0,2 sekundy Max Verstappen. Trzecie miejsce zajął ponownie Valtteri Bottas.

## Kwalifikacje
Kwalifikacje odbyły się według planu o godzinie 17:00 czasu lokalnego w sobotę 11 grudnia.

## Wyścig
Start wyścigu odbył się według planu o godzinie 17:00 czasu lokalnego w niedzielę 12 grudnia.

## Lista startowa
Na niebieskim tle kierowcy biorący udział jedynie w piątkowych treningach.
| Nr          | Kierowca           | Zespół                                  | Samochód                          | Silnik                      | Opony |
| ----------- | ------------------ | --------------------------------------- | --------------------------------- | --------------------------- | ----- |
| 3           | Daniel Ricciardo   | McLaren F1 Team                         | McLaren MCL35M                    | Mercedes-AMG F1 M12 1,6 V6T | P     |
| 4           | Lando Norris       | McLaren F1 Team                         | McLaren MCL35M                    | Mercedes-AMG F1 M12 1,6 V6T | P     |
| 5           | Sebastian Vettel   | Aston Martin Cognizant Formula One Team | Aston Martin AMR21                | Mercedes-AMG F1 M12 1,6 V6T | P     |
| 6           | Nicholas Latifi    | Williams Racing                         | Williams FW43B                    | Mercedes-AMG F1 M12 1,6 V6T | P     |
| 7           | Kimi Räikkönen     | Alfa Romeo Racing ORLEN                 | Alfa Romeo C41                    | Ferrari 065/6 1,6 V6T       | P     |
| 9           | Nikita Mazepin     | Uralkali Haas F1 Team                   | Haas VF-21                        | Ferrari 065/6 1,6 V6T       | P     |
| 10          | Pierre Gasly       | Scuderia AlphaTauri Honda               | AlphaTauri AT02                   | Honda RA621H 1,6 V6T        | P     |
| 11          | Sergio Pérez       | Red Bull Racing Honda                   | Red Bull RB16B                    | Honda RA621H 1,6 V6T        | P     |
| 14          | Fernando Alonso    | Alpine F1 Team                          | Alpine A521                       | Renault E-Tech 20B 1,6 V6T  | P     |
| 16          | Charles Leclerc    | Scuderia Ferrari Mission Winnow         | Ferrari SF21                      | Ferrari 065/6 1,6 V6T       | P     |
| 18          | Lance Stroll       | Aston Martin Cognizant Formula One Team | Aston Martin AMR21                | Mercedes-AMG F1 M12 1,6 V6T | P     |
| 22          | Yūki Tsunoda       | Scuderia AlphaTauri Honda               | AlphaTauri AT02                   | Honda RA621H 1,6 V6T        | P     |
| 31          | Esteban Ocon       | Alpine F1 Team                          | Alpine A521                       | Renault E-Tech 20B 1,6 V6T  | P     |
| 33          | Max Verstappen     | Red Bull Racing Honda                   | Red Bull RB16B                    | Honda RA621H 1,6 V6T        | P     |
| 44          | Lewis Hamilton     | Mercedes-AMG Petronas Formula One Team  | Mercedes-AMG F1 W12 E Performance | Mercedes-AMG F1 M12 1,6 V6T | P     |
| 47          | Mick Schumacher    | Uralkali Haas F1 Team                   | Haas VF-21                        | Ferrari 065/6 1,6 V6T       | P     |
| 55          | Carlos Sainz Jr.   | Scuderia Ferrari Mission Winnow         | Ferrari SF21                      | Ferrari 065/6 1,6 V6T       | P     |
| 63          | George Russell     | Williams Racing                         | Williams FW43B                    | Mercedes-AMG F1 M12 1,6 V6T | P     |
| 77          | Valtteri Bottas    | Mercedes-AMG Petronas Formula One Team  | Mercedes-AMG F1 W12 E Performance | Mercedes-AMG F1 M12 1,6 V6T | P     |
| 89          | Jack Aitken        | Williams Racing                         | Williams FW43B                    | Mercedes-AMG F1 M12 1,6 V6T | P     |
| 99          | Antonio Giovinazzi | Alfa Romeo Racing ORLEN                 | Alfa Romeo C41                    | Ferrari 065/6 1,6 V6T       | P     |
| Źródło: FIA |                    |                                         |                                   |                             |       |

## Wyniki

### Zwycięzcy sesji treningowych
| Sesja       | Nr | Kierowca       | Konstruktor | Czas     | Okr. |
| ----------- | -- | -------------- | ----------- | -------- | ---- |
| 1           | 33 | Max Verstappen | Red Bull    | 1:25,009 | 23   |
| 2           | 44 | Lewis Hamilton | Mercedes    | 1:23,691 | 26   |
| 3           | 44 | Lewis Hamilton | Mercedes    | 1:23.274 | 23   |
| Źródło: FIA |    |                |             |          |      |

### Kwalifikacje
| P                    | Nr | Kierowca           | Konstruktor           | Czasy w kwalifikacjach | Czasy w kwalifikacjach | Czasy w kwalifikacjach | Poz. s. |
| P                    | Nr | Kierowca           | Konstruktor           | Q1                     | Q2                     | Q3                     | Poz. s. |
| -------------------- | -- | ------------------ | --------------------- | ---------------------- | ---------------------- | ---------------------- | ------- |
| 1                    | 33 | Max Verstappen     | Red Bull Racing-Honda | 1:23,322               | 1:22,800               | 1:22,109               | 1       |
| 2                    | 44 | Lewis Hamilton     | Mercedes              | 1:22,845               | 1:23,145               | 1:22,480               | 2       |
| 3                    | 4  | Lando Norris       | McLaren-Mercedes      | 1:23,553               | 1:23,256               | 1:22,931               | 3       |
| 4                    | 11 | Sergio Pérez       | Red Bull Racing-Honda | 1:23,350               | 1:23,135               | 1:22,947               | 4       |
| 5                    | 55 | Carlos Sainz Jr.   | Ferrari               | 1:23,624               | 1:23,174               | 1:22,992               | 5       |
| 6                    | 77 | Valtteri Bottas    | Mercedes              | 1:23,117               | 1:23,246               | 1:23,036               | 6       |
| 7                    | 16 | Charles Leclerc    | Ferrari               | 1:23,467               | 1:23,202               | 1:23,122               | 7       |
| 8                    | 22 | Yūki Tsunoda       | AlphaTauri-Honda      | 1:23,428               | 1:23,404               | 1:23,220               | 8       |
| 9                    | 31 | Esteban Ocon       | Alpine-Renault        | 1:23,764               | 1:23,420               | 1:23,389               | 9       |
| 10                   | 3  | Daniel Ricciardo   | McLaren-Mercedes      | 1:23,829               | 1:23,448               | 1:23,409               | 10      |
| 11                   | 14 | Fernando Alonso    | Alpine-Renault        | 1:23,846               | 1:23,460               |                        | 11      |
| 12                   | 10 | Pierre Gasly       | AlphaTauri-Honda      | 1:23,489               | 1:24,043               |                        | 12      |
| 13                   | 18 | Lance Stroll       | Aston Martin-Mercedes | 1:24,061               | 1:24,066               |                        | 13      |
| 14                   | 99 | Antonio Giovinazzi | Alfa Romeo-Ferrari    | 1:24,118               | 1:24,251               |                        | 14      |
| 15                   | 5  | Sebastian Vettel   | Aston Martin-Mercedes | 1:24,225               | 1:24,305               |                        | 15      |
| 16                   | 6  | Nicholas Latifi    | Williams-Mercedes     | 1:24,338               |                        |                        | 16      |
| 17                   | 63 | George Russell     | Williams-Mercedes     | 1:24,423               |                        |                        | 17      |
| 18                   | 7  | Kimi Räikkönen     | Alfa Romeo-Ferrari    | 1:24,779               |                        |                        | 18      |
| 19                   | 47 | Mick Schumacher    | Haas-Ferrari          | 1:24,906               |                        |                        | 19      |
| 20                   | 9  | Nikita Mazepin     | Haas-Ferrari          | 1:25,685               |                        |                        | 20      |
| 107% czasu: 1:28,644 |    |                    |                       |                        |                        |                        |         |
| Źródło: FIA          |    |                    |                       |                        |                        |                        |         |

### Wyścig
| P           | Nr | Kierowca           | Konstruktor           | Okr. | Czas                  | Start | +/−       | Punkty |
| ----------- | -- | ------------------ | --------------------- | ---- | --------------------- | ----- | --------- | ------ |
| 1           | 33 | Max Verstappen     | Red Bull Racing-Honda | 58   | 1:30:17,345           | 1     | Bez zmian | 25+1   |
| 2           | 44 | Lewis Hamilton     | Mercedes              | 58   | +2,256                | 2     | Bez zmian | 18     |
| 3           | 55 | Carlos Sainz Jr.   | Ferrari               | 58   | +5,173                | 5     | 2         | 15     |
| 4           | 22 | Yūki Tsunoda       | AlphaTauri-Honda      | 58   | +5,692                | 8     | 4         | 12     |
| 5           | 10 | Pierre Gasly       | AlphaTauri-Honda      | 58   | +6,531                | 12    | 7         | 10     |
| 6           | 77 | Valtteri Bottas    | Mercedes              | 58   | +7,463                | 6     | Bez zmian | 8      |
| 7           | 4  | Lando Norris       | McLaren-Mercedes      | 58   | +59,200               | 3     | 4         | 6      |
| 8           | 14 | Fernando Alonso    | Alpine-Renault        | 58   | +1:01,708             | 11    | 3         | 4      |
| 9           | 31 | Esteban Ocon       | Alpine-Renault        | 58   | +1:04,026             | 9     | Bez zmian | 2      |
| 10          | 16 | Charles Leclerc    | Ferrari               | 58   | +1:06,057             | 7     | 3         | 1      |
| 11          | 5  | Sebastian Vettel   | Aston Martin-Mercedes | 58   | +1:07,527             | 15    | 4         |        |
| 12          | 3  | Daniel Ricciardo   | McLaren-Mercedes      | 57   | +1 okrążenie          | 10    | 2         |        |
| 13          | 18 | Lance Stroll       | Aston Martin-Mercedes | 57   | +1 okrążenie          | 13    | Bez zmian |        |
| 14          | 47 | Mick Schumacher    | Haas-Ferrari          | 57   | +1 okrążenie          | 19    | 5         |        |
| 15          | 11 | Sergio Pérez       | Red Bull Racing-Honda | 55   | NU (ciśnienie paliwa) | 4     | 11        |        |
| NS          | 6  | Nicholas Latifi    | Williams-Mercedes     | 50   | NU (wypadek)          | 16    |           |        |
| NS          | 99 | Antonio Giovinazzi | Alfa Romeo-Ferrari    | 33   | NU (hydraulika)       | 14    |           |        |
| NS          | 63 | George Russell     | Williams-Mercedes     | 26   | NU (silnik)           | 17    |           |        |
| NS          | 7  | Kimi Räikkönen     | Alfa Romeo-Ferrari    | 25   | NU (hamulce)          | 18    |           |        |
| NW          | 9  | Nikita Mazepin     | Haas-Ferrari          | 0    | NW (choroba)          | –     |           |        |
| Źródło: FIA |    |                    |                       |      |                       |       |           |        |

Uwagi
1. ↑  Dodatkowy 1 punkt jest przyznawany kierowcy, który ustanowił najszybsze okrążenie w wyścigu, pod warunkiem, że ukończył wyścig w pierwszej 10.
2. ↑  Sergio Pérez został sklasyfikowany, ponieważ przejechał więcej niż 90% dystansu wyścigu.
3. ↑  Nikita Mazepin zakwalifikował się na dwudziestym miejscu, ale nie wystartował w wyścigu, a jego miejsce na polu startowym pozostało wolne.

### Najszybsze okrążenie
| Nr          | Kierowca       | Konstruktor | Czas     | Okr. |
| ----------- | -------------- | ----------- | -------- | ---- |
| 33          | Max Verstappen | Red Bull    | 1:26,103 | 39   |
| Źródło: FIA |                |             |          |      |

### Prowadzenie w wyścigu
| Nr                              | Kierowca       | Konstruktor | Okrążenia   | Suma |
| ------------------------------- | -------------- | ----------- | ----------- | ---- |
| 44                              | Lewis Hamilton | Mercedes    | 1–14, 21–57 | 51   |
| 11                              | Sergio Pérez   | Red Bull    | 15–20       | 6    |
| 33                              | Max Verstappen | Red Bull    | 58          | 1    |
| \| Wykres \| \| ------ \| \| \| |                |             |             |      |
| Źródło: FIA                     |                |             |             |      |
| Wykres                          |                |             |             |      |
|                                 |                |             |             |      |

## Klasyfikacja po wyścigu

### Kierowcy
Źródło: FIA
| P  | +/− | Kierowca           | Starty | Punkty | P1 | P2 | P3 | PP | NO | NS |
| -- | --- | ------------------ | ------ | ------ | -- | -- | -- | -- | -- | -- |
| 1  | 0   | Max Verstappen     | 22     | 395,5  | 10 | 8  | –  | 10 | 6  | 2  |
| 2  | 0   | Lewis Hamilton     | 22     | 387,5  | 8  | 8  | 1  | 5  | 6  | 1  |
| 3  | 0   | Valtteri Bottas    | 22     | 226    | 1  | 1  | 9  | 4  | 4  | 4  |
| 4  | 0   | Sergio Pérez       | 22     | 190    | 1  | –  | 4  | –  | 2  | 2  |
| 5  | +2  | Carlos Sainz Jr.   | 22     | 164,5  | –  | 1  | 3  | –  | –  | –  |
| 6  | 0   | Lando Norris       | 22     | 160    | –  | 1  | 3  | 1  | 1  | 1  |
| 7  | −2  | Charles Leclerc    | 22     | 159    | –  | 1  | –  | 2  | –  | 2  |
| 8  | 0   | Daniel Ricciardo   | 22     | 115    | 1  | –  | –  | –  | 1  | 1  |
| 9  | 0   | Pierre Gasly       | 22     | 110    | –  | –  | 1  | –  | 1  | 3  |
| 10 | 0   | Fernando Alonso    | 22     | 81     | –  | –  | 1  | –  | –  | 2  |
| 11 | 0   | Esteban Ocon       | 22     | 74     | 1  | –  | –  | –  | –  | 3  |
| 12 | 0   | Sebastian Vettel   | 22     | 43     | –  | 1  | –  | –  | –  | 3  |
| 13 | 0   | Lance Stroll       | 22     | 34     | –  | –  | –  | –  | –  | 3  |
| 14 | 0   | Yūki Tsunoda       | 22     | 32     | –  | –  | –  | –  | –  | 4  |
| 15 | 0   | George Russell     | 22     | 16     | –  | 1  | –  | –  | –  | 4  |
| 16 | 0   | Kimi Räikkönen     | 20     | 10     | –  | –  | –  | –  | –  | 2  |
| 17 | 0   | Nicholas Latifi    | 22     | 7      | –  | –  | –  | –  | –  | 3  |
| 18 | 0   | Antonio Giovinazzi | 22     | 3      | –  | –  | –  | –  | –  | 1  |
| 19 | 0   | Mick Schumacher    | 22     | 0      | –  | –  | –  | –  | –  | 3  |
| 20 | 0   | Robert Kubica      | 2      | 0      | –  | –  | –  | –  | –  | –  |
| 21 | 0   | Nikita Mazepin     | 22     | 0      | –  | –  | –  | –  | –  | 6  |
| P  | +/− | Kierowca           | Starty | Punkty | P1 | P2 | P3 | PP | NO | NS |

### Konstruktorzy
Źródło: FIA
| P  | +/− | Konstruktor               | Starty | Punkty | P1 | P2 | P3 | PP | NO | NS |
| -- | --- | ------------------------- | ------ | ------ | -- | -- | -- | -- | -- | -- |
| 1  | 0   | Mercedes                  | 44     | 613,5  | 9  | 8  | 10 | 9  | 10 | 5  |
| 2  | 0   | Red Bull Racing-Honda     | 44     | 585,5  | 11 | 9  | 4  | 9  | 7  | 4  |
| 3  | 0   | Ferrari                   | 44     | 323,5  | –  | 2  | 2  | 2  | –  | 2  |
| 4  | 0   | McLaren-Mercedes          | 44     | 275    | 1  | 1  | 3  | 1  | 2  | 2  |
| 5  | 0   | Alpine-Renault            | 44     | 155    | 1  | –  | 1  | –  | –  | 5  |
| 6  | 0   | Scuderia AlphaTauri-Honda | 44     | 142    | –  | –  | 1  | –  | 1  | 7  |
| 7  | 0   | Aston Martin-Mercedes     | 44     | 77     | –  | 1  | –  | –  | –  | 6  |
| 8  | 0   | Williams-Mercedes         | 44     | 23     | –  | 1  | –  | –  | –  | 7  |
| 9  | 0   | Alfa Romeo Racing-Ferrari | 44     | 13     | –  | –  | –  | –  | –  | 3  |
| 10 | 0   | Haas-Ferrari              | 44     | 0      | –  | –  | –  | –  | –  | 9  |
| P  | +/− | Konstruktor               | Starty | Punkty | P1 | P2 | P3 | PP | NO | NS |